# Bryobia paludis
Bryobia paludis är en spindeldjursart som beskrevs av Habees 1958. Bryobia paludis ingår i släktet Bryobia och familjen Tetranychidae. Inga underarter finns listade.